# Мейнстрим
Ме́йнстри́м (англ. mainstream — «основное течение») — преобладающее направление в какой-либо области (научной, культурной и других) для определённого отрезка времени.
Часто употребляется некоторыми для обозначения каких-либо популярных, массовых тенденций в искусстве для контраста с альтернативой, андеграундом, немассовым, элитарным направлением, артхаусом.

## Литературный мейнстрим
Для литературы мейнстрима самое главное — это развитие характера персонажей, философия и идеология. Такая литература пишется на стыке жанров. Её авторы настолько отличаются друг от друга, что их произведения сложно сортировать по какому-либо признаку.
Этот термин появился благодаря американскому писателю и критику Уильяму Дину Хауэллсу, который отдавал явное предпочтение реалистическим произведениям, акцентирующим внимание на нравственных и философских проблемах. Благодаря Хоуэллсу реалистическая литература вошла в моду, и некоторое время именно её называли мейнстримом.

## Музыкальный мейнстрим
В применении к массовой культуре аналогичный термин MOR (англ. middle of the road «середина дороги») используется для обозначения наиболее популярного на радиостанциях и коммерчески прибыльного течения в популярной музыке, в рамках которого могут смешиваться элементы наиболее популярных в данный момент стилей. Понятие возникло в США в 1940-х годах. Наиболее сильное влияние на музыкальный мейнстрим оказывают США (Billboard), Великобритания, Германия, скандинавские страны.

## Мейнстрим в кинематографе
Применительно к кинематографу, мейнстрим — это наиболее популярная его форма, соответственно имеющая большую часть зрителей. Сегодня это массовое кино, а именно — голливудские фильмы, блокбастеры, то есть фильмы, главной характерной чертой которых является зрелищность.
Принципы постмодернизма, совмещающие зрелищность и интертекст для элитарного зрителя, способствуют созданию высококлассного кино, которое приходится по вкусу и массовой публике, и элитарному зрителю.
Соответственно, к мейнстриму можно отнести не только безвкусные фильмы для масс, но и глубокомысленные картины, получившие огромные деньги для качественного воплощения режиссёрского мира и замысла. Например, фильмы американского режиссёра Мартина Скорсезе, которого некоторые критики причисляют к числу величайших режиссёров, приходятся по вкусу массовому зрителю.